# Germano Celant
Germano Celant (Génova, 1940-Milán, 29 de abril de 2020) fue un historiador del arte, crítico y comisario artístico italiano que dio a luz el término Arte Povera (arte pobre) en 1967. Escribió múltiples artículos y obras sobre el tema.

## Biografía
Germano Celant nació en Génova en 1940. Formado en la Universidad de Génova, se especializó en Historia del Arte de la mano de Eugenio Battisti. Casado con la artista y editora parisina Paris Murray, en 2006, la pareja compró un antiguo edificio, una fábrica de papel abandonada en Milán, y que reconvirtieron con los trabajos del arquitecto Pierluigi Cerri.

## Trayectoria
En 1963 fue editor asistente de Marcatrè, revista de arquitectura, arte y diseño con sede en Génova y fundada por Rodolfo Vitone, Eugenio Battisti, Paolo Portoghesi, Diego Carpitella, Maurizio Calvesi, Umberto Eco, Vittorio Gelmetti y Edoardo Sanguineti. En 1967, su manifiesto de Arte Povera. Notes for a Guerilla, fue publicado en Flash Art. El concepto de Arte Povera parecía ser que en Italia el arte era muy diferente de Estados Unidos debido a las diferentes circunstancias de la época. Italia estaba pasando por un período industrial fruto de una revolución industrial tardía, y no estaba realmente haciendo el arte pop que coincidió con la economía establecida en oposición a los artistas estadounidenses como Andy Warhol, Robert Rauschenberg y otros artistas pop. Los artistas italianos iban por un humanismo en su arte y no por la frescura y la calculada máquina de imágenes de los artistas pop. 
Arte Povera se formó esencialmente en torno a dos núcleos: uno en Turín, con artistas como Michelangelo Pistoletto, Mario Merz, Marisa Merz, Giuseppe Penone, Giulio Paolini, Giovanni Anselmo y Piero Gilardi; un segundo núcleo en Roma, con Alighiero Boetti, Jannis Kounellis y Pino Pascali. Celant organizó exposiciones de Arte Povera en la Galleria La Bertesca de Génova (1967), Galleria De Foscherari de Bolonia (1968) y un espectáculo de tres días llamado Arte Povera & Azioni Povere en Amalfi (1968).
En 1974, Celant editó y cuidó del Catálogo razonado del artista italiano Piero Manzoni. Comisarió numerosas exposiciones sobre el arte italiano, entre ellas «Identité italienne» (Centro Georges Pompidou, París, 1981), «El arte italiano, 1900-1945» (Palazzo Grassi, Venecia, 1989, con Pontus Hultén) y Metamorfosis italiana 1943-1968 (Museo Guggenheim, Nueva York, 1994). En 1997 fue director de la Bienal de Venecia y, en 2004, comisarió la exposición Arte y Arquitectura en Génova cuando la ciudad fue nombrada Capital Europea de la Cultura. Desde 1977, ha sido editor de Artforum.
En 1988, Celant fue nombrado responsable principal de Arte Contemporáneo en el Museo Solomon R. Guggenheim de Nueva York.
Desde 1993, Celant ha sido director artístico de la Fundación Prada en Milán, que comenzó como PradaMilanoarte ese año. Bajo su liderazgo, la fundación ha presentado a lo largo de los años presentaciones de Walter De Maria, Louise Bourgeois, Anish Kapoor, David Smith, Michael Heizer, Sam Taylor-Wood y Steve McQueen, entre otros, en Milán y Venecia. En colaboración con la Bienal de Venecia de 2009, Celant organizó la segunda encuesta importante de John Wesley, en los edificios de la escuela de internado en la isla de San Giorgio Maggiore, Venecia. Su muestra de 2012, denominada The Small Utopia. Ars Multiplicata en la Ca' Corner della Regina, Venecia, abordó el tema del arte en la era de la reproducción mecánica y cómo los artistas, desde Marcel Duchamp a Andy Warhol, han utilizado la multiplicación desde varias facetas. Exhibió más de 600 artículos, producidos entre 1900 y 1975, e incluyó diseño, cerámica, cristalería, textiles, películas, revistas, libros y grabaciones de sonido.
En colaboración con la Fundación Lucio Fontana, realizó la exposición de 2012 "Lucio Fontana: Ambienti Spaziali", en la Galería Gagosian de Nueva York.
Tras un viaje a Estados Unidos fue diagnosticado con SARS-CoV-2 e ingresado en el hospital San Rafael de Milán durante los meses de marzo y abril de 2020. Falleció a los ochenta años el 29 de abril del mismo año a causa de la COVID-19.